# هنری هابرد
هنری هابرد (به انگلیسی: Henry Hubbard) سناتور سابق عضو حزب دموکرات ایالات متحده آمریکا بود. وی در سال ۱۸۳۵ تا ۱۸۴۱ میلادی سناتور ایالت نیوهمپشایر در سنای ایالات متحده آمریکا بود.